# 펌킨 파이 스파이스

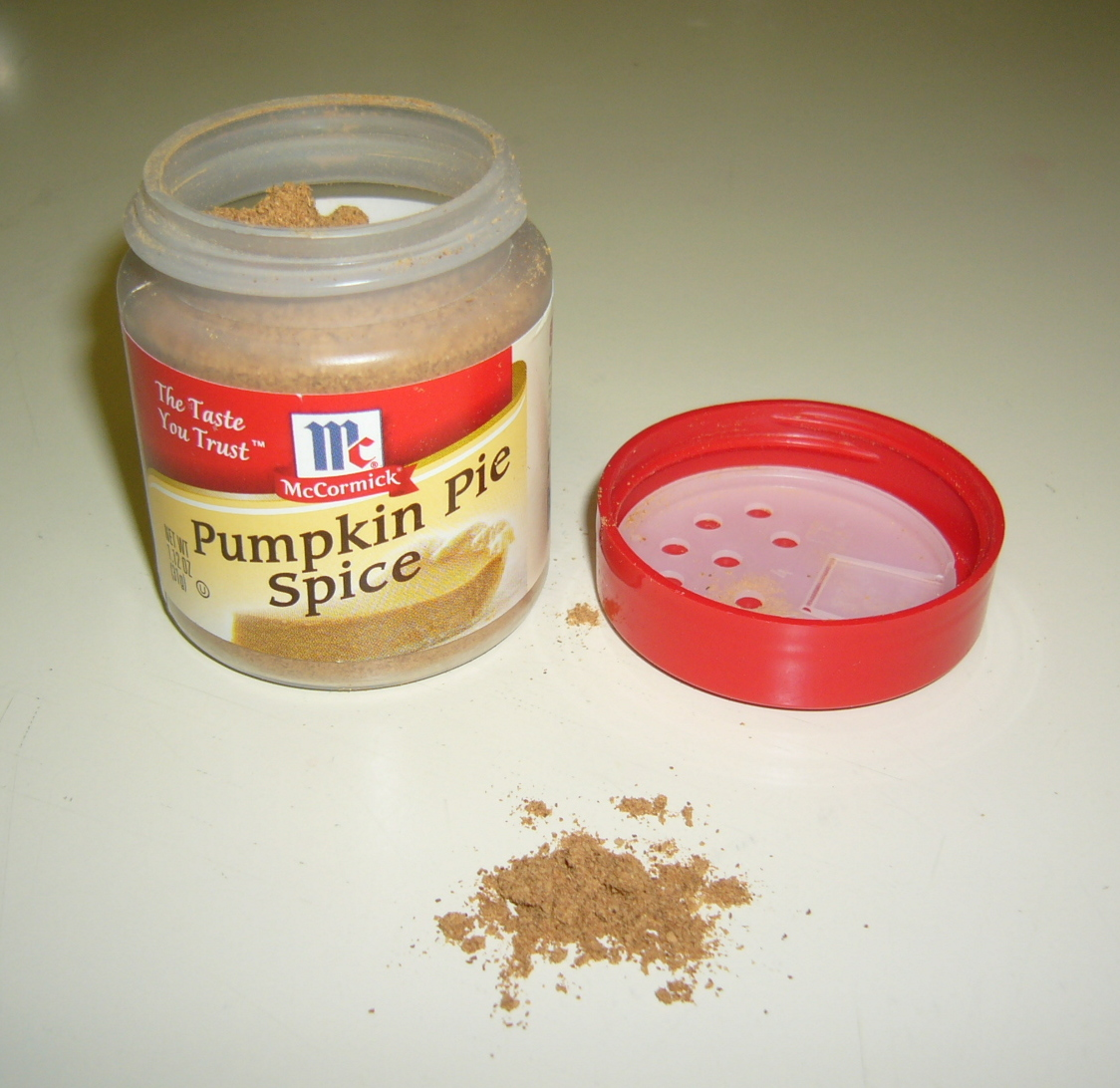
호박 파이 향신료 용기

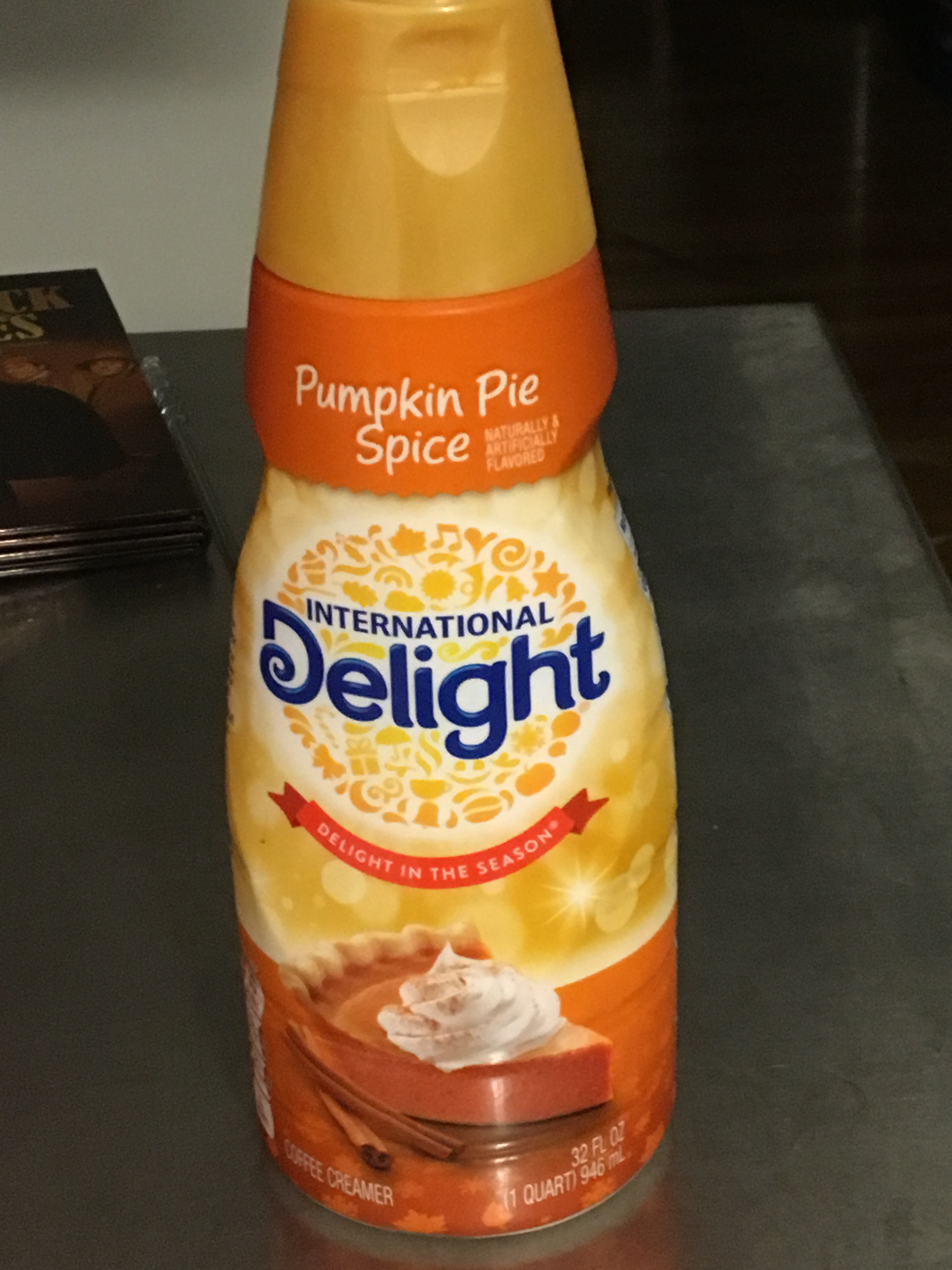
일반적인 커피 시럽으로 사용되는 액체 호박 파이 향신료

펌킨 파이 스파이스(pumpkin pie spice) 또는 펌킨 스파이스(pumpkin spice)는 원래 호박 파이의 속에 맛을 내기 위해 개발된 미국의 배합 향신료이다. 재료로 호박이 포함되어 있지 않다.
펌킨 파이 스파이스는 영연방 국가의 혼합 향신료와 중세 시대의 푸드르 두스와 유사하다. 일반적으로 간 계피, 육두구, 생강, 정향나무 및 때때로 올스파이스나무를 혼합한 것이다. 일반 요리의 양념으로도 사용할 수 있다.
2016년 기준, 펌킨 스파이스 식음료는 연간 5억 달러의 매출을 올린다.

## 역사
펌킨 스파이스와 유사한 풍미 조합은 중세 시대부터 알려져 있었다. 1390년대 서적인 Le Ménagier de Paris에는 생강 17부, 계피와 설탕 각 4부, 정향나무와 파라다이스 곡물 각 2부를 혼합한 향신료 믹스가 포함되어 있다. 유사한 향신료 믹스는 종종 '푸드르 두스' 또는 '달콤한 가루'라고 불렸다.
1796년 아멜리아 시몬스가 출판한 미국 최초의 알려진 요리책인 아메리칸 쿠커리에는 유사한 향신료 믹스(메이스, 육두구, 생강)를 요구하는 "폼킨"(Pompkin) 레시피가 실려 있다.

폼킨
1호. 끓여서 걸러낸 것 1쿼트, 크림 3파인트, 달걀 9개, 설탕, 메이스, 육두구, 생강을 반죽 7호 또는 3호에 넣고 반죽 바퀴로 교차하여 체크무늬로 만들어 접시에 담아 45분간 굽는다.
2호. 우유 1쿼트, 호박 1파인트, 달걀 4개, 당밀, 올스파이스, 생강을 껍질에 넣어 1시간 굽는다.

펌킨 파이 스파이스는 1890년대 요리책에 언급되어 왔다. 혼합된 펌킨 파이 스파이스는 1934년 매코믹 컴퍼니에 의해 상업적으로 출시되었다.

## 같이 보기
- 펌킨 스파이스 라테
- 펌킨 스파이스 스팸
- 오향분
- 가람 마살라
- 라스 엘하누트